# Rhynchospora thornei
Rhynchospora thornei är en halvgräsart som beskrevs av Robert Kral. Rhynchospora thornei ingår i släktet småag, och familjen halvgräs. Inga underarter finns listade i Catalogue of Life.